# Puskás Ferenc Stadion
Das Puskás Ferenc Stadion, bis 2001 Népstadion (deutsch „Volksstadion“), war ein Fußballstadion mit Leichtathletikanlage in der ungarischen Hauptstadt Budapest, in dem überwiegend Fußballspiele ausgetragen wurden. Die ungarische Fußballnationalmannschaft trug hier von 1953 bis 2014 insgesamt 192 offizielle Länderspiele aus. Am 5. Oktober 2015 wurde es offiziell geschlossen. Das Stadion bot anfänglich Platz für über 100.000 Zuschauer. Zum Schluss standen im über sechzig Jahre alten Bau aus Sicherheitsgründen nur noch 28.300 Plätze zur Verfügung.

## Geschichte
Das damalige Népstadion wurde zwischen 1948 und 1953 erbaut. Es fasste 104.000 Zuschauer. Die Eröffnung und das erste Spiel fanden am 20. August 1953 statt. Auf dem Spielfeld standen sich Honvéd Budapest und Spartak Moskau (3:2) gegenüber. Am 23. Mai 1954 fügte hier die als „Goldene Elf“ bekannte ungarische Fußballnationalmannschaft vor 92.000 Besuchern England seine bislang höchste Niederlage mit 7:1 zu. Zum Länderspiel der Ungarn am 16. Oktober 1955 kamen gegen Österreich 104.000 Zuschauer in das Népstadion. Dies ist Besucherrekord des ungarischen Nationalstadions.
Die britische Rockgruppe Queen spielte im Rahmen ihrer Magic Tour am 27. Juli 1986 im Népstadion eines der ersten großen Open-Air-Stadionkonzerte einer großen westlichen Band im damaligen Ostblock. Ihr Auftritt wurde teilweise auf dem Album Live Magic (1986) und der DVD/Blu-ray Queen – Hungarian Rhapsody: Live In Budapest (2012) veröffentlicht.
Das Stadion ist seit 2001 nach Ferenc Puskás (1927–2006) benannt, aktiv in der glorreichen Ära der späten 1940er und der 1950er Jahre, der als Ungarns größter Fußballer aller Zeiten gilt. Ebenfalls trägt der nahegelegene Bahnhof der Metró Budapest diesen Namen.
Seit Ende 2011 gibt es Bestrebungen, ein neues, moderneres Stadion zu errichten. Im März 2012 ließ Ministerpräsident Viktor Orbán verlautbaren, dass eine neue Arena mit einem Fassungsvermögen von rund 65.000 Zuschauern entstehen soll. Daneben soll die gesamte Gegend rund um das Stadion zu einem größeren Sportkomplex ausgebaut werden. Dazu soll zu den schon bestehenden Gebäuden wie der Papp László Sportarena eine Schwimmarena, eine Radrennbahn und eine Fechthalle erbaut werden. Langfristig will sich Budapest besser für eine erfolgreiche Bewerbung für die Olympischen Spiele aufstellen.
Seit Juni 2012 ist es möglich, auf der offiziellen Webpräsenz des neuen Stadions für den Namen des neuen Stadions abzustimmen. Neben anderen Vorschlägen stehen auch der frühere Name „Népstadion“ der bisherige Name „Puskás Ferenc Stadion“ zur Auswahl. Im April 2013 einigte man sich auf ein grobes Konzept, das ein „Stadion im Stadion“ vorsieht. So soll innerhalb des alten Stadions die neue Arena entstehen. Der Raum zwischen der neuen und alten Tribüne soll ebenfalls überdacht werden; dadurch entstehen über 10.000 m² nutzbare Fläche, die u. a. als Trainingsraum genutzt werden können. Das Stadion soll innerhalb des UEFA-Stadioninfrastruktur-Reglements eine Klassifizierung der höchsten Kategorie 4 entsprechen.
Der Fußballclub Ferencváros Budapest trug während des Neubaus des Albert-Flórián-Stadions seine Spiele im Nationalstadion aus. Die neue Spielstätte der Fradi wurde im August 2014 wiedereröffnet.
Am 5. Oktober 2015 wurde das Stadion offiziell geschlossen. Zum Abschluss fanden einige Freundschaftsspiele im weiten Rund statt. Neben Derbys von Ferencváros und Vasas sowie Újpest und Honvéd trafen unter anderem auch Mannschaften aus Schauspielern, Journalisten, Winzern, Autoren, Anwälten und Ärzten aufeinander. Die Besucher hatten zu der Veranstaltung freien Eintritt. Das letzte Länderspiel der ungarischen Mannschaft fand am 7. Juni 2014 im ehemaligen Népstadion gegen Kasachstan (3:0) statt. Seitdem werden die Partien in der Groupama Aréna in Budapest sowie im Nagyerdei-Stadion in Debrecen ausgetragen. Beide Arenen wurden nach Umbauarbeiten im Jahr 2014 wiedereröffnet. Auf dem Grund des alten Puskás-Stadions soll von 2016 bis 2019 das neue Nationalstadion Új Puskás Ferenc Stadion (deutsch Neues Puskás Ferenc Stadion) entstehen.
Im März 2016 begannen die Abbrucharbeiten am Stadion und wurden im August des Jahres abgeschlossen. Anfang Mai 2016 waren große Teile des Stadions abgerissen. Nahezu der komplette Unterrang und mehr als die Hälfte des Oberrangs auf der Gegengerade wurden von den Baumaschinen abgetragen.

## Neubau
Anfang April 2017 wurden die Verträge mit den Bauunternehmen ZÁÉV Építőipari Zrt. und Magyar Építők Zrt. geschlossen. Kurz darauf wurde die Errichtung begonnen. Die Einweihung und das erste Spiel in der neuen Arena fanden am 15. November 2019 statt. Die ungarische Fußballnationalmannschaft traf in einem Freundschaftsspiel auf den zweifachen Weltmeister Uruguay. Ungarn verlor das Spiel gegen Uruguay mit 1:2.

## Galerie

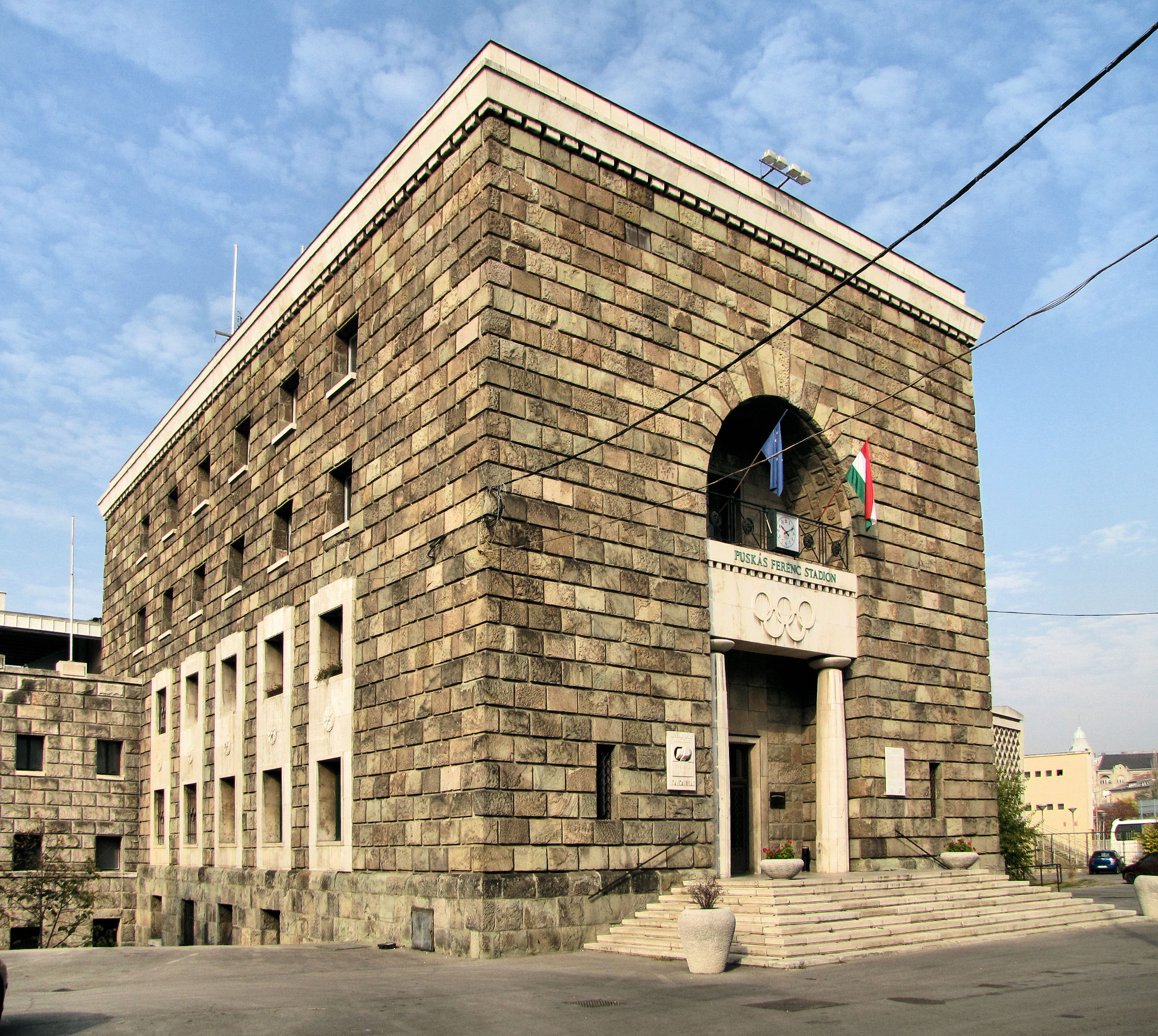
Der Eingang zu den Büroräumen
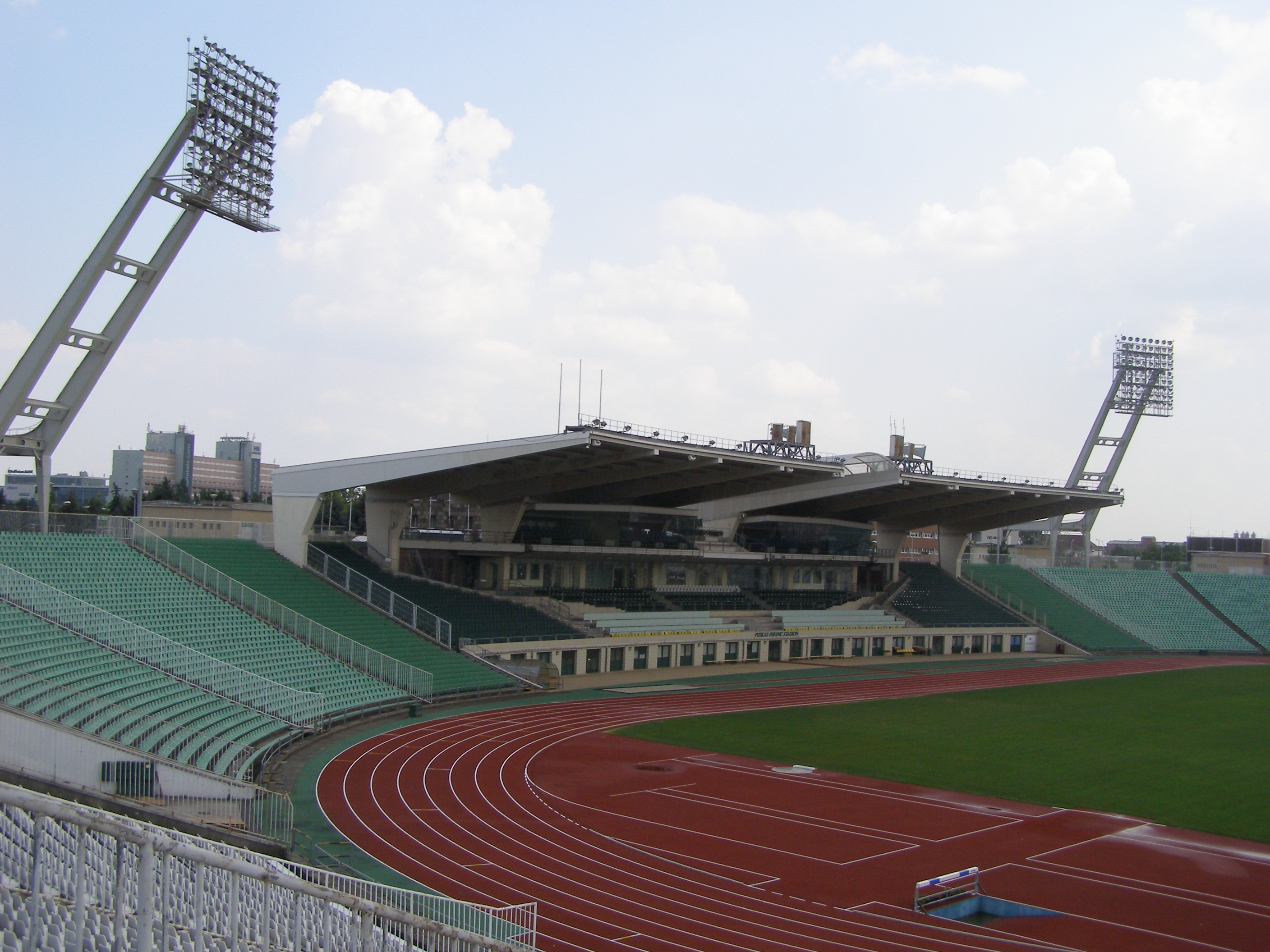
Die überdachte Haupttribüne
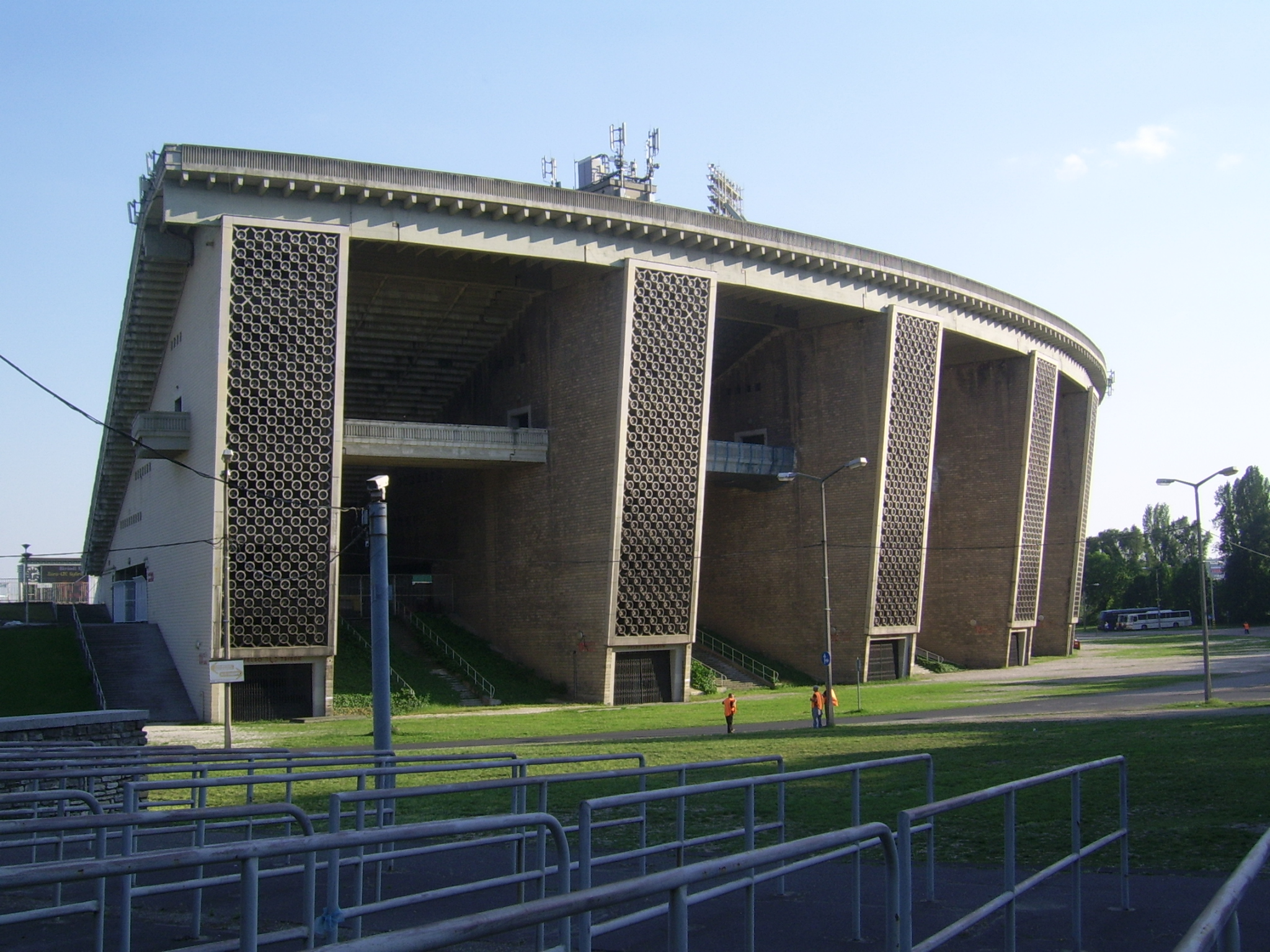
Der aus Sicherheitsgründen geschlossene Oberrang im Mai 2011. Die Treppenaufgänge sind mit Pflanzen überwuchert.
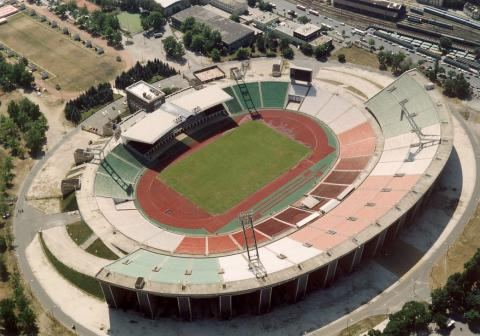
Luftbild des Stadions
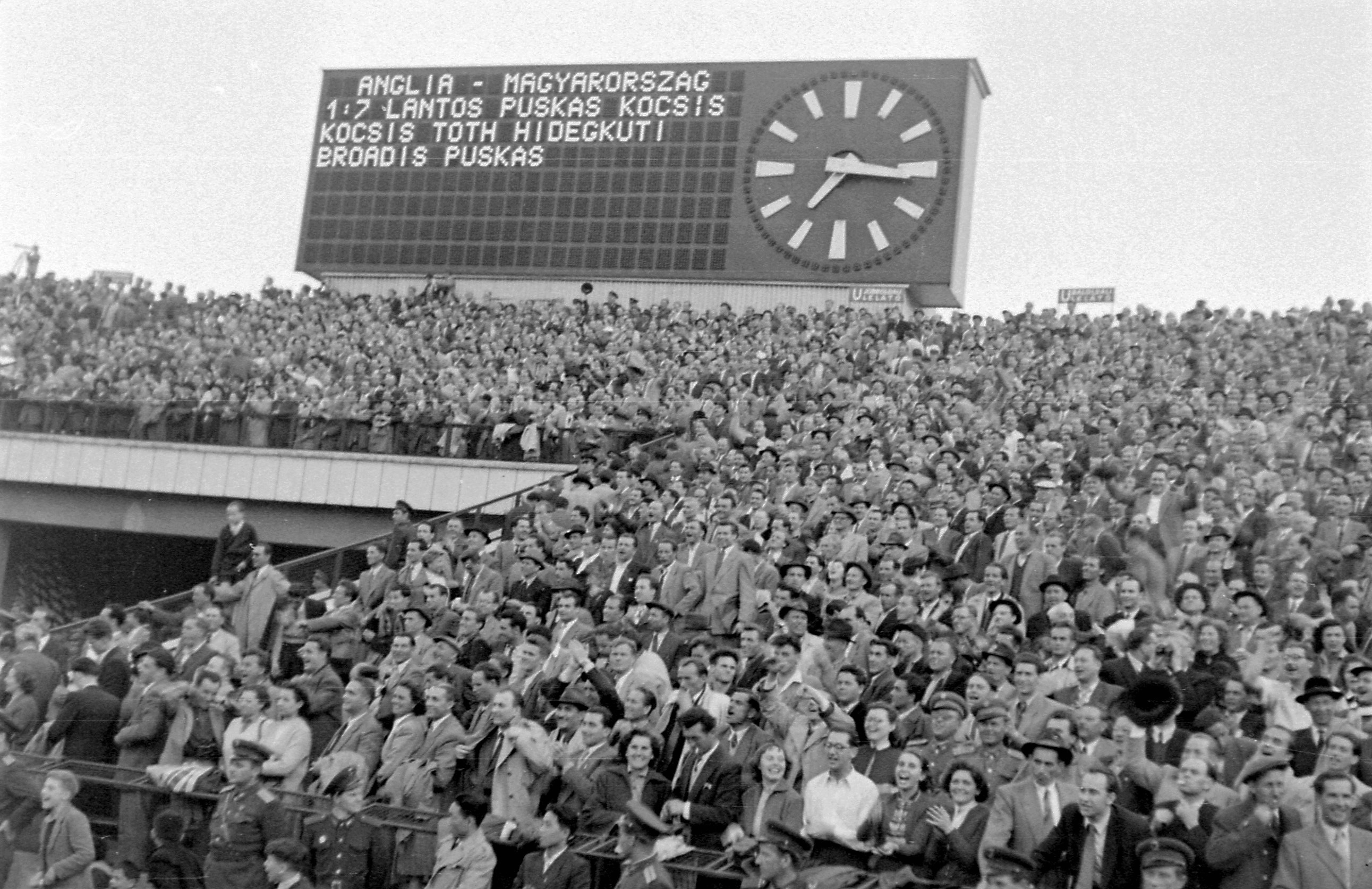
Ungarn besiegte am 23. Mai 1954 im Népstadion England mit 7:1